# Морозова, Ольга Алексеевна
Ольга Алексеевна Морозова (род. 10 марта 1995 года) — российская бадминтонистка, многократный призёр чемпионатов Европы.

## Карьера
Чемпионка России (2015, 2016 — парный разряд). Бронзовый призер чемпионата России (2016 — микст).
В 2014 году в составе женской сборной России завоевала серебро командного чемпионата Европы.
В 2017 году завоевала серебро в составе смешанной сборной России.
На чемпионате Европы 2017 года в паре с Анастасия Червяковой завоевала бронзу.
Студентка РУДН.